# Le Mesnil-Herman
Le Mesnil-Herman ist eine französische Ortschaft und eine Commune déléguée in der Gemeinde Bourgvallées mit 138 Einwohnern (Stand 1. Januar 2022) im Département Manche in der Normandie. Sie grenzt an die Ortschaften Saint-Martin-de-Bonfossé im Norden, Moyon Villages im Osten, Moyon im Süden und Soulles im Westen.

## Geschichte
Am 1. Januar 2019 wurde Le Mesnil-Herman in die Commune nouvelle Bourgvallées eingemeindet. Seitdem ist sie Commune déléguée. Die Gemeinde gehörte zum Arrondissement Saint-Lô und zum Kanton Saint-Lô-2.

## Bevölkerungsentwicklung
| Jahr      | 1962 | 1968 | 1975 | 1982 | 1990 | 1999 | 2008 | 2015 |
| --------- | ---- | ---- | ---- | ---- | ---- | ---- | ---- | ---- |
| Einwohner | 117  | 133  | 123  | 118  | 117  | 123  | 140  | 139  |

## Sehenswürdigkeiten
- Kirche Saint-Pierre